# Roman Jakobsons kommunikationsmodel
Roman Jakobsons kommunikationsmodel beskriver, hvordan to mennesker kommunikerer med hinanden.

## Opbygning af modellen
Roman Jakobsons kommunikationsmodel består af seks sprogfunktioner, der først og fremmest blev udskilt af østrigeren Karl Bühler og den russisk-amerikanske sprogforsker Roman Jakobson. Man kan derudover yderligere støde på betegnelsen "de jakobsonske sprogfunktioner". Roman Jakobsons model kan benyttes til at undersøge hvilke sprogfunktion der er mest dominerende, dog kan flere funktioner optræde i samme tekst eller ytring, men ofte dominerer en af disse markant.
De seks sprogfunktioner kan beskrives således:

### Den referentielle funktion
Den referentielle funktion ved sproget handler om at skildre, beskrive eller omtale noget. Her er referencen eller konteksten det centrale, og funktionen kaldes derfor den referentielle funktion. Eksempelvis kan en person sige: "Jeg spiste på en fin restaurant i går", hvilket informerer modtageren om en konkret handling og situation.

### Den emotive funktion
Den emotive funktion fokuserer på afsenderens holdning, sindstilstand eller følelser. Eksempelvis kan en person sige: "Jeg spiste på en fantastisk restaurant i går" eller bruge interjektioner som "Åh!", "What!" eller "æv!" for at udtrykke følelser direkte.

### Den konative funktion
Den konative funktion er modtagerrettet og har til formål at påvirke modtagerens handlinger. Den kommer ofte til udtryk i imperativer som "Spis!", "Lyt!" eller "Kom her!" samt i tiltaleformer som "Kammerater! Nu er den sgu gal igen!".

### Den fatiske funktion
Den fatiske funktion vedrører opretholdelsen af kommunikationen og sikrer, at samtalepartnerne forbliver i kontakt. Eksempler inkluderer "Hallo?" ved telefonopkald eller bekræftende udtryk som "ja", "hmm" eller "lige præcis", der viser, at man stadig er til stede i samtalen.

### Den metasproglige funktion
Den metasproglige funktion handler om at bruge sproget til at tale om sprog, eksempelvis ved at spørge "Hvad betyder 'metasproglig'?" eller bruge forklarende udtryk som "det vil sige ..." eller "i bogstavelig forstand".

### Den poetiske funktion
Den poetiske funktion fokuserer på selve udsagnet og dets æstetiske form. Den er fremtrædende i digte, sangtekster, reklameslogans og ordspil, såsom "I like Ike" eller "Tør, hvor andre tier".

## Kort opsummering af sprogfunktionerne
- Emotiv: jeget, altså afsenderen udtrykker sig.
- Konativ: du-påvirkning du-styringen" dominerer.
- Referentiel: sags- og emnebehandlingen er det vigtigste.
- Fatisk: du og jeg, fællesskabet og dets bekræftelse står i forgrunden.
- Metasproglig: når man taler om det sprog der bruges.
- Poetiske: når sproget, ordene eller lyden bruges bevidst som genstand for oplevelse, som materiale.

## Eksempel: Romans sprogfunktioner i reklamer
- Konativ: du-orienteret "because you're worth it"
- Emotiv: afsender dominerende "because I'm worth it"
- Referentiel: fokus på selve produktet. "Ajax Minerals med essentielle mineraler opløser fedt og rengør i dybden"
- Fatisk: fællesskabet. "Fitness.dk - Socialt, sjovt og sundt"